# Греба Андрій Володимирович
Андрій Володимирович Греба (нар. 7 грудня 1996, с. Березинка Мукачівського району Закарпатської області - пом. 27 березня 2022, м. Маріуполь Донецької області) — головний сержант 36 ОБрМП Збройних сил України, учасник російсько-української війни, що загинув у ході російського вторгнення в Україну в 2022 році.

## Життєпис
Андрій Греба народився 7 грудня 1996 року в селі Березинка Мукачівського району Закарпатської області, потім переїхав жити до села Паніванівка Семенівського району на Полтавщині. Проходив військову службу за контрактом на посаді техніка реактивної артилерійської батареї реактивного артилерійського дивізіону бригадної артилерійської групи миколаївської 36-ї бригади морської піхоти.
Загинув 27 березня 2022 року під час оборони міста Маріуполь Донецької області.

## Родина
Вдома лишилися дружина та донька.

## Нагороди
- орден «За мужність» III ступеня (2022, посмертно) — за особисту мужність і самовіддані дії, виявлені у захисті державного суверенітету та територіальної цілісності України, вірність військовій присязі.